# Armadillo insularis
Armadillo insularis là một loài chân đều trong họ Armadillidae. Loài này được Arcangeli miêu tả khoa học năm 1933.